# Huautla de Jiménez (kommun)
Huautla de Jiménez är en kommun i Mexiko.   Den ligger i delstaten Oaxaca, i den sydöstra delen av landet, 280 km sydost om huvudstaden Mexico City.
Följande samhällen finns i Huautla de Jiménez:
- Huautla de Jiménez
- Loma Chapultepec
- Loma Chilar
- El Carrizal
- Barranca Seca
- Palo de Marca
- Encinal Huautla
- Agua de Cerro
- San Agustín Zaragoza
- Patio Iglesia
- Netzahualcóyotl
- Agua de Lluvia
- Cerro Iglesia
- La Finca
- Loma Maguey
- Agua de Pozol
- Agua Cabeza de León
- Santa Clara
- Peña Campana
- Agua Sangre
- Plan de Basura
- Loma Nopal
- Agua Temazcal
- Agua Canoa
- Llano Verde
- Llano de Lodo
- 5 de Mayo
- Plan de Escoba
- Llano de Águila
- Colonia del Valle
- Agua de Yerba Santa
- Llano Viejo
- Agua del Monte
- Cerro Zongolica